# Grand Prix Argentiny 1960
Grand Prix Argentiny 1960 (oficiálně VII Gran Premio de la Republica Argentina) se jela na okruhu Autódromo Oscar y Juan Gálvez v Buenos Aires v Argentině dne 7. února 1960. Závod byl prvním v pořadí v sezóně 1960 šampionátu Formule 1.

## Závod
| Poř.   | No. | Jezdec                            | Konstruktér           | Počet kol | Čas/Odstoupení    | Pořadí na startu | Body |
| ------ | --- | --------------------------------- | --------------------- | --------- | ----------------- | ---------------- | ---- |
| 1      | 16  | Bruce McLaren                     | Cooper-Climax         | 80        | 2:17:49.5         | 13               | 8    |
| 2      | 24  | Cliff Allison                     | Ferrari               | 80        | + 26.3            | 7                | 6    |
| 3      | 38  | Maurice Trintignant Stirling Moss | Cooper-Climax         | 80        | + 36.9            | 8                | 0    |
| 4      | 6   | Carlos Menditeguy                 | Cooper-Maserati       | 80        | + 53.3            | 12               | 3    |
| 5      | 30  | Wolfgang von Trips                | Ferrari               | 79        | + 1 kolo          | 5                | 2    |
| 6      | 20  | Innes Ireland                     | Lotus-Climax          | 79        | + 1 kolo          | 2                | 1    |
| 7      | 40  | Jo Bonnier                        | BRM                   | 79        | + 1 kolo          | 4                |      |
| 8      | 26  | Phil Hill                         | Ferrari               | 77        | + 3 kola          | 6                |      |
| 9      | 46  | Alberto Rodriguez Larreta         | Lotus-Climax          | 77        | + 3 kola          | 15               |      |
| 10     | 32  | José Froilán González             | Ferrari               | 77        | + 3 kola          | 11               |      |
| 11     | 4   | Roberto Bonomi                    | Cooper-Maserati       | 76        | + 4 kola          | 17               |      |
| 12     | 2   | Masten Gregory                    | Behra-Porsche-Porsche | 76        | + 4 kola          | 16               |      |
| 13     | 14  | Gino Munaron                      | Maserati              | 72        | + 8 kol           | 19               |      |
| 14     | 10  | Nasif Estéfano                    | Maserati              | 70        | + 10 kol          | 20               |      |
| Ret    | 34  | Harry Schell                      | Cooper-Climax         | 63        | Palivové čerpadlo | 9                |      |
| Ret    | 18  | Jack Brabham                      | Cooper-Climax         | 42        | Převodovka        | 10               |      |
| Ret    | 36  | Stirling Moss                     | Cooper-Climax         | 40        | Zavěšení          | 1                |      |
| Ret    | 42  | Graham Hill                       | BRM                   | 37        | Přehřátí          | 3                |      |
| Ret    | 22  | Alan Stacey                       | Lotus-Climax          | 24        | Fyzika            | 14               |      |
| Ret    | 44  | Ettore Chimeri                    | Maserati              | 23        | Fyzika            | 21               |      |
| Ret    | 12  | Antonio Creus                     | Maserati              | 16        | Fyzika            | 22               |      |
| Ret    | 8   | Giorgio Scarlatti                 | Maserati              | 11        | Přehřátí          | 18               |      |
| DNS    | 10  | Oscar Cabalén                     | Maserati              |           |                   | –                |      |
| DNS    | 10  | Pedro Llano                       | Maserati              |           |                   | –                |      |
| DNS    | 44  | Julio Pola                        | Maserati              |           |                   | –                |      |
| Zdroj: |     |                                   |                       |           |                   |                  |      |

## Průběžné pořadí po závodě
Pohár jezdců
| Pořadí | Jezdec             | Body |
| ------ | ------------------ | ---- |
| 1      | Bruce McLaren      | 8    |
| 2      | Cliff Allison      | 6    |
| 3      | Carlos Menditeguy  | 3    |
| 4      | Wolfgang von Trips | 2    |
| 5      | Innes Ireland      | 1    |
| Zdroj: |                    |      |

Pohár konstruktérů
| Pořadí | Konstruktér     | Body |
| ------ | --------------- | ---- |
| 1      | Cooper-Climax   | 8    |
| 2      | Ferrari         | 6    |
| 3      | Cooper-Maserati | 3    |
| 4      | Lotus-Climax    | 1    |
| Zdroj: |                 |      |